# Пласеншия (Калифорния)
Пласеншия (англ. Placentia) — город в округе Ориндж в штате Калифорния в Соединённых Штатах Америки.
Согласно данным переписи населения США 2020 года число жителей города 
составляло 51 824 человека, что, для такого небольшого населённого пункта, существенно больше (+ 2.6%), чем было во время предыдущей переписи проводившейся в 2010 году (50 533 человек).

## История
В доколумбову эпоху коренные народы жили в этом районе на протяжении тысяч лет. По одной из оценок, до прихода европейцев на территории нынешнего округа Ориндж проживало не менее 1000 человек. Крупная инднйская деревня Хутукнга была расположена недалеко от места, где позднее была построена Пласеншия.

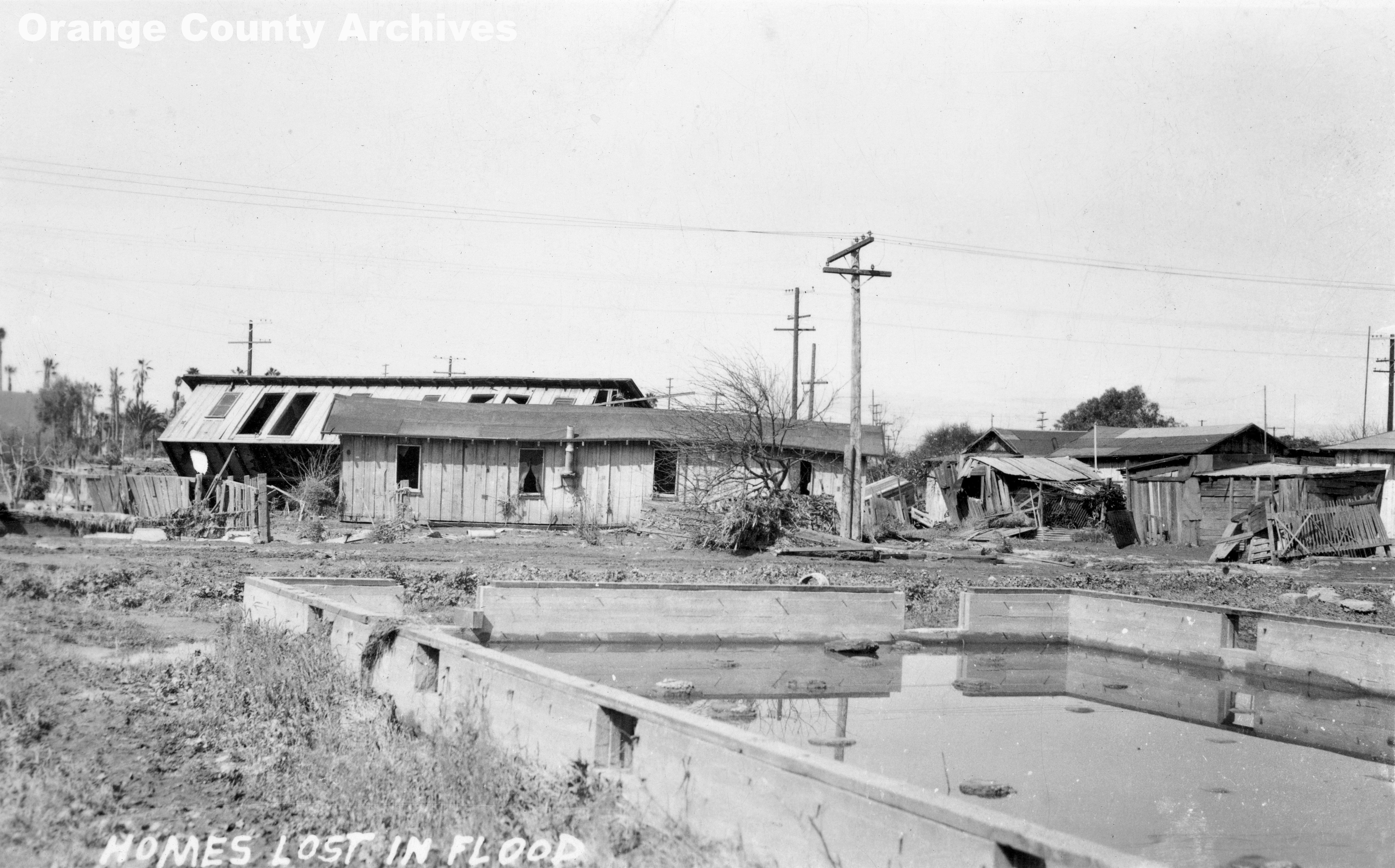
Последствия Наводнение в Калифорнии (1938)

Местный школьный округ изначально назывался школьным округом Кахон. В 1878 году название школьного округа было изменено Сарой Джейн Макфадден на школьный округ Пласеншия, от латинского слова, означающего «приятное место для жизни». Она была женой Уильяма Макфаддена, который был вторым белым поселенцем, прибывшим сюда. В конечном итоге и само сообщество получило название в честь школьного округа.
в 1938 году сильное наводнение в Калифорнии уничтожило и повредило почти всё в этом районе, кроме «здания школы Ла-Хойя и тёех кирпичных строений». Река Санта-Ана вышла из берегов и сделала 1500 домов непригодными для проживания. Стихия «стала причиной более 50 смертей, большинство из которых были в районе Этвуд».
В 1971 году город был награждён премией All-America City Award (с англ. — «Всеамериканский город») присуждаемой Национальной гражданской лигой, которую неофициально называют «Нобелевской премией за конструктивное гражданство» и которая выдается за активную гражданскую позицию жителей некорпоративных сообществ Соединённых Штатов в жизни местного самоуправления.
Несколько архитектурных объектов города включены в Национальный реестр исторических мест США.

## География
Согласно данным Бюро переписи населения США, общая площадь города составляет 6,6 квадратных мили (17 км2), из которых 0,22% приходится на водную поверхность.